# Olencira praegustator
Olencira praegustator är en kräftdjursart som först beskrevs av Latrobe 1802.  Olencira praegustator ingår i släktet Olencira och familjen Cymothoidae. Inga underarter finns listade i Catalogue of Life.